# Copa Faulcombridge Open Ciudad de València 2024
Il Copa Faulcombridge Open Ciudad de València 2024 è stato un torneo maschile di tennis professionistico. È stata la 3ª edizione del torneo, facente parte della categoria Challenger 125 nell'ambito dell'ATP Challenger Tour 2024, con un montepremi di 148 000 €. Si è giocato dal 7 al 13 ottobre 2024 sui campi in terra rossa del Club de Tenis Valencia di Valencia, in Spagna.

## Partecipanti

### Teste di serie
| Nazionalità | Giocatore                 | Ranking* | Testa di serie |
| ----------- | ------------------------- | -------- | -------------- |
| Spagna      | Pedro Martínez            | 45       | 1              |
| Cile        | Cristian Garín            | 122      | 2              |
| Argentina   | Thiago Agustín Tirante    | 124      | 3              |
| Colombia    | Daniel Elahi Galán        | 127      | 4              |
| Spagna      | Albert Ramos Viñolas      | 134      | 5              |
| Rep. Ceca   | Vít Kopřiva               | 142      | 6              |
| Stati Uniti | Nicolas Moreno de Alboran | 144      | 7              |
| Portogallo  | Henrique Rocha            | 163      | 8              |

* Ranking al 30 settembre 2024.

### Altri partecipanti
I seguenti giocatori hanno ricevuto una wild card per il tabellone principale:
- Pedro Martínez
- Benoît Paire
- Bernabé Zapata Miralles

Il seguente giocatore è entrato in tabellone come special exempt:
- Elmer Møller

I seguenti giocatori sono entrati in tabellone come alternate:
- Filip Cristian Jianu
- Rudolf Molleker

I seguenti giocatori sono passati dalle qualificazioni:
- Joel Josef Schwärzler
- Raul Brancaccio
- Dennis Novak
- Ivan Gakhov
- Carlos Sánchez Jover
- Christoph Negritu

## Punti e montepremi
| Torneo    | Torneo              | V      | F      | SF    | QF    | 2T    | 1T    | Q | Q2  | Q1  |
| Singolare | Punti               | 125    | 64     | 35    | 16    | 8     | 0     | 5 | 3   | 0   |
| Singolare | Premi in denaro (€) | 19 650 | 11 570 | 6 850 | 3 990 | 2 345 | 1 420 | – | 710 | 355 |
| Doppio    | Punti               | 125    | 64     | 35    | 16    | –     | 0     | – | –   | –   |
| Doppio    | Premi in denaro (€) | 8 420  | 4 900  | 2 940 | 1 750 | –     | 990   | – | –   | –   |

## Campioni

### Singolare
Pedro Martínez ha sconfitto in finale  Jaime Faria con il punteggio di 6–1, 6–3.

### Doppio
Alexander Merino /  Christoph Negritu hanno sconfitto in finale  Karol Drzewiecki /  Piotr Matuszewski con il punteggio di 6–3, 6–4.